# Blodbokarna
Blodbokarna, i original The Adventure of the Copper Beeches, är en novell av den skotske författaren Sir Arthur Conan Doyle i hans serie berättelser om detektiven Sherlock Holmes. Blodbokarna publicerades ursprungligen i Strand Magazine och finns med i novellsamlingen The Adventures of Sherlock Holmes.

## Filmatiseringar
Novellen har filmatiserats vid ett flertal tillfällen, bland annat 1912 och på 1980-talet med Jeremy Brett i huvudrollen.